# Ludovico Avio
Ludovico Avio (* Pigüé, 15 de mayo de 1932 – Mar del Plata, 23 de junio de 1996) fue un  futbolista argentino que compitió en la Copa Mundial de 1958. Jugaba de delantero y su primer club fue Argentino de Quilmes.

## Selección nacional
En la selección argentina se hizo conocido por haber participado en la Copa Mundial de 1958 en Suecia, mientras jugaba en el Vélez Sarsfield. Los argentinos fueron eliminados en la primera ronda, pero Avio marcó un gol en la única victoria de  Argentina en la competencia, en el triunfo 3-1 ante Irlanda del Norte.

### Participaciones en Copas del Mundo
| Mundial                        | Sede   | Resultado    | Partidos | Goles |
| ------------------------------ | ------ | ------------ | -------- | ----- |
| Copa Mundial de Fútbol de 1958 | Suecia | Primera Fase | 3        | 1     |

## Clubes
| Club                         | País            | Año         |
| ---------------------------- | --------------- | ----------- |
| Argentino de Quilmes         | Argentina       | 1952 - 1954 |
| Quilmes Atlético Club        | Argentina       | 1955 - 1956 |
| Vélez Sársfield              | Argentina       | 1957 - 1961 |
| Club Atlético All Boys       | Argentina       | 1961 - 1962 |
| San Lorenzo de Mar del Plata | Argentina       | 1967 - 1970 |
| Kimberley A. C. Everton      | Argentina Chile | 1970 1960   |